# Gaston Doumergue
Pierre-Paul-Henri-Gaston Doumergue (phát âm tiếng Pháp: [ɡastɔ dumɛʁɡ], 1 tháng 8 năm 1863 tại Aigues-Vives, Gard - 18 tháng 6 năm 1937 tại Aigues-Vives) là một chính trị gia người Pháp của nền Cộng hoà thứ ba.
Doumergue đến từ một gia đình Tin Lành và là một người của Hội Tam Điểm. Bắt đầu là một Người Cấp tiến, ông đã quay sang hướng về quyền chính trị ở tuổi già. Ông từng là Thủ tướng từ ngày 9 tháng 12 năm 1913 đến ngày 2 tháng 6 năm 1914. Ông giữ danh mục đầu tư cho các thuộc địa thông qua các bộ của Viviani và Briand cho tới Bộ Ribot tháng 3 năm 1917, khi ông được gửi đến Nga để thuyết phục chính phủ Kerensky không Tạo ra một hòa bình riêng với Đức và Áo. Ông được bầu làm Tổng thống thứ 13 của Pháp vào ngày 13 tháng 6 năm 1924, người theo đạo Tin lành duy nhất giữ chức vụ đó. Ông đã phục vụ cho đến ngày 13 tháng 6 năm 1931, và lại là Thủ tướng Chính phủ trong một chính phủ thống nhất bảo thủ, sau cuộc bạo loạn ngày 6 tháng 2 năm 1934. Chính phủ này kéo dài từ ngày 6 tháng 2 đến ngày 8 tháng 11 năm 1934.
Ông được coi là một trong những Tổng thống Pháp nổi tiếng nhất, đặc biệt là sau khi Alexandre Millerand gây nhiều tranh cãi, người đã từng là người tiền nhiệm của ông. Doumergue là người duy nhất được bầu, và trở thành Tổng thống đầu tiên của Pháp kết hôn tại chức.